# Okres Bruck an der Mur

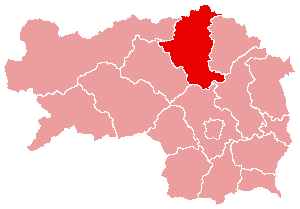
Poloha okresu ve Štýrsku

Bruck an der Mur je bývalý okres na severu rakouské spolkové země Štýrsko. Měl rozlohu 1306,96 km². V roce 2001 zde žilo 64 991 obyvatel. Sídlem okresu bylo město Bruck an der Mur, největším městem Kapfenberg. Sousedil se spolkovou zemí Dolní Rakousko a se štýrskými okresy Mürzzuschlag, Weiz, Štýrský Hradec-okolí, Leoben a Liezen. Okres zanikl 31. prosince 2012, spojením s okresem Bruck an der Mur vznikl Bruck-Mürzzuschlag. 